# Séries éliminatoires de la Coupe Stanley 1976
Année précédente Année suivante
Les séries éliminatoires de la Coupe Stanley 1976 font suite à la saison 1975-1976 de la Ligue nationale de hockey. Les Canadiens de Montréal remportent la Coupe Stanley en battant en finale les Flyers de Philadelphie sur le score de 4 matchs à 0.

## Tableau récapitulatif
|  | Barrages | Barrages               | Barrages | Barrages               |   |                        | Quarts de finale | Quarts de finale | Quarts de finale | Quarts de finale |  |  | Demi-finales | Demi-finales | Demi-finales | Demi-finales |  |  | Finale | Finale | Finale | Finale |
|  |          |                        |          |                        |   |                        |                  |                  |                  |                  |  |  |              |              |              |              |  |  |        |        |        |        |
|  |          |                        |          |                        |   |                        |                  |                  |                  |                  |  |  |              |              |              |              |  |  |        |        |        |        |
|  |          |                        |          |                        |   |                        |                  |                  |                  |                  |  |  |              |              |              |              |  |  |        |        |        |        |
|  |          |                        |          |                        |   |                        |                  |                  |                  |                  |  |  |              |              |              |              |  |  |        |        |        |        |
|  |          |                        |          |                        |   |                        |                  |                  |                  |                  |  |  |              |              |              |              |  |  |        |        |        |        |
|  | 1        | Canadiens de Montréal  | 4        | 4                      |   |                        |                  |                  |                  |                  |  |  |              |              |              |              |  |  |        |        |        |        |
|  | 1        | Canadiens de Montréal  | 4        | 4                      |   |                        |                  |                  |                  |                  |  |  |              |              |              |              |  |  |        |        |        |        |
|  |          |                        | 10       | Black Hawks de Chicago | 0 | 0                      |                  |                  |                  |                  |  |  |              |              |              |              |  |  |        |        |        |        |
|  | 4        | Sabres de Buffalo      | 10       | Black Hawks de Chicago | 0 | 0                      | 2                | 2                |                  |                  |  |  |              |              |              |              |  |  |        |        |        |        |
|  | 4        | Sabres de Buffalo      |          |                        |   |                        |                  | 2                |                  |                  |  |  |              |              |              |              |  |  |        |        |        |        |
|  | 12       | Blues de Saint-Louis   | 1        | 1                      |   |                        |                  |                  |                  |                  |  |  |              |              |              |              |  |  |        |        |        |        |
|  | 12       | Blues de Saint-Louis   | 1        | 1                      | 1 | Canadiens de Montréal  | 4                | 4                |                  |                  |  |  |              |              |              |              |  |  |        |        |        |        |
|  |          |                        |          |                        | 1 | Canadiens de Montréal  | 4                | 4                |                  |                  |  |  |              |              |              |              |  |  |        |        |        |        |
|  |          |                        | 5        | Sabres de Buffalo      | 1 | 1                      |                  |                  |                  |                  |  |  |              |              |              |              |  |  |        |        |        |        |
|  |          |                        |          |                        | 1 | 1                      |                  |                  |                  |                  |  |  |              |              |              |              |  |  |        |        |        |        |
|  |          |                        |          |                        |   |                        |                  |                  |                  |                  |  |  |              |              |              |              |  |  |        |        |        |        |
|  |          |                        |          |                        |   |                        |                  |                  |                  |                  |  |  |              |              |              |              |  |  |        |        |        |        |
|  | 4        | Sabres de Buffalo      | 2        | 2                      |   |                        |                  |                  |                  |                  |  |  |              |              |              |              |  |  |        |        |        |        |
|  | 4        | Sabres de Buffalo      | 2        | 2                      |   |                        |                  |                  |                  |                  |  |  |              |              |              |              |  |  |        |        |        |        |
|  |          |                        | 5        | Islanders de New York  | 4 | 4                      |                  |                  |                  |                  |  |  |              |              |              |              |  |  |        |        |        |        |
|  | 5        | Islanders de New York  | 5        | Islanders de New York  | 4 | 4                      | 2                | 2                |                  |                  |  |  |              |              |              |              |  |  |        |        |        |        |
|  | 5        | Islanders de New York  |          |                        |   |                        |                  | 2                |                  |                  |  |  |              |              |              |              |  |  |        |        |        |        |
|  | 11       | Canucks de Vancouver   | 0        | 0                      |   |                        |                  |                  |                  |                  |  |  |              |              |              |              |  |  |        |        |        |        |
|  | 11       | Canucks de Vancouver   | 0        | 0                      | 1 | Canadiens de Montréal  | 4                | 4                |                  |                  |  |  |              |              |              |              |  |  |        |        |        |        |
|  |          |                        |          |                        | 1 | Canadiens de Montréal  | 4                | 4                |                  |                  |  |  |              |              |              |              |  |  |        |        |        |        |
|  |          |                        | 2        | Flyers de Philadelphie | 0 | 0                      |                  |                  |                  |                  |  |  |              |              |              |              |  |  |        |        |        |        |
|  | 6        | Kings de Los Angeles   | 2        | Flyers de Philadelphie | 0 | 0                      | 2                | 2                |                  |                  |  |  |              |              |              |              |  |  |        |        |        |        |
|  | 6        | Kings de Los Angeles   |          |                        |   |                        |                  | 2                |                  |                  |  |  |              |              |              |              |  |  |        |        |        |        |
|  | 9        | Flames d'Atlanta       | 0        | 0                      |   |                        |                  |                  |                  |                  |  |  |              |              |              |              |  |  |        |        |        |        |
|  | 9        | Flames d'Atlanta       | 0        | 0                      | 2 | Flyers de Philadelphie | 4                | 4                |                  |                  |  |  |              |              |              |              |  |  |        |        |        |        |
|  |          |                        |          |                        | 2 | Flyers de Philadelphie | 4                | 4                |                  |                  |  |  |              |              |              |              |  |  |        |        |        |        |
|  |          |                        | 7        | Maple Leafs de Toronto | 3 | 3                      |                  |                  |                  |                  |  |  |              |              |              |              |  |  |        |        |        |        |
|  |          |                        |          |                        | 3 | 3                      |                  |                  |                  |                  |  |  |              |              |              |              |  |  |        |        |        |        |
|  |          |                        |          |                        |   |                        |                  |                  |                  |                  |  |  |              |              |              |              |  |  |        |        |        |        |
|  |          |                        |          |                        |   |                        |                  |                  |                  |                  |  |  |              |              |              |              |  |  |        |        |        |        |
|  | 2        | Flyers de Philadelphie | 4        | 4                      |   |                        |                  |                  |                  |                  |  |  |              |              |              |              |  |  |        |        |        |        |
|  | 2        | Flyers de Philadelphie | 4        | 4                      |   |                        |                  |                  |                  |                  |  |  |              |              |              |              |  |  |        |        |        |        |
|  |          |                        | 3        | Bruins de Boston       | 1 | 1                      |                  |                  |                  |                  |  |  |              |              |              |              |  |  |        |        |        |        |
|  | 7        | Maple Leafs de Toronto | 3        | Bruins de Boston       | 1 | 1                      | 2                | 2                |                  |                  |  |  |              |              |              |              |  |  |        |        |        |        |
|  | 7        | Maple Leafs de Toronto |          |                        |   |                        |                  | 2                |                  |                  |  |  |              |              |              |              |  |  |        |        |        |        |
|  | 8        | Penguins de Pittsburgh | 1        | 1                      |   |                        |                  |                  |                  |                  |  |  |              |              |              |              |  |  |        |        |        |        |
|  | 8        | Penguins de Pittsburgh | 1        | 1                      | 3 | Bruins de Boston       | 4                | 4                |                  |                  |  |  |              |              |              |              |  |  |        |        |        |        |
|  |          |                        |          |                        | 3 | Bruins de Boston       | 4                | 4                |                  |                  |  |  |              |              |              |              |  |  |        |        |        |        |
|  |          |                        | 6        | Kings de Los Angeles   | 3 | 3                      |                  |                  |                  |                  |  |  |              |              |              |              |  |  |        |        |        |        |
|  |          |                        |          |                        | 3 | 3                      |                  |                  |                  |                  |  |  |              |              |              |              |  |  |        |        |        |        |
|  |          |                        |          |                        |   |                        |                  |                  |                  |                  |  |  |              |              |              |              |  |  |        |        |        |        |
|  |          |                        |          |                        |   |                        |                  |                  |                  |                  |  |  |              |              |              |              |  |  |        |        |        |        |
|  |          |                        |          |                        |   |                        |                  |                  |                  |                  |  |  |              |              |              |              |  |  |        |        |        |        |
|  |          |                        |          |                        |   |                        |                  |                  |                  |                  |  |  |              |              |              |              |  |  |        |        |        |        |

## Détails des séries

### Tour préliminaire

#### Buffalo contre Saint-Louis
| 6 avril | Blues de Saint-Louis | 5-2 (3-0, 0-0, 2-2) | Sabres de Buffalo | St. Louis Arena 12 334 spectateurs |

| Feuille de match | Feuille de match | Feuille de match                   | Feuille de match                                                               | Feuille de match |
| ---------------- | --- | ---------------------------------- | ------------------------------------------------------------------------------ | ---------------- |
|                  | Sanderson (Lefley, Hess) — 4 min 14 s (SN) Lefley (Berenson) — 8 min 28 s () Patey (MacMillan, Unger) — 19 min 42 s (SN) Unger (Irvine) — 41 min 56 s - Lefley (Berenson) — 55 min 31 s - | 1-0 2-0 3-0 4-0 4-1 5-1 5-2        | - Martin (Schoenfeld, Fogolin) — 48 min 37 s - Richard (Lorentz) — 58 min 11 s |                  |
| Staniowski       | Gardiens | Desjardins (43 min) Smith (17 min) |                                                                                |                  |
|                  | |                                    |                                                                                |                  |
| 31               | Tirs | 39                                 |                                                                                |                  |

| 8 avril | Sabres de Buffalo | 3-2 (pr) (0-0, 0-0, 2-1, 2-0) | Blues de Saint-Louis | The Aud 16 433 spectateurs |

| Feuille de match | Feuille de match | Feuille de match    | Feuille de match                                                      | Feuille de match |
| ---------------- | --- | ------------------- | --------------------------------------------------------------------- | ---------------- |
|                  | - Ramsay (Hajt) — 47 min 35 s (IN) Gare (Guevremont, Martin) — 51 min 24 s - Gare (Stanfield, Guevremont) — 71 min 43 s | 0-1 1-1 2-1 2-2 3-2 | Unger (Irvine) — 42 min 1 s - Hrechkosy (Smith, Patey) — 58 min 2 s - |                  |
| Desjardins       | Gardiens | Staniowski          |                                                                       |                  |
|                  | |                     |                                                                       |                  |
| 57               | Tirs | 16                  |                                                                       |                  |

| 9 avril | Sabres de Buffalo | 2-1 (pr) (1-0, 0-1, 0-1, 0-0) | Blues de Saint-Louis | The Aud 16 435 spectateurs |

| Feuille de match | Feuille de match                                                      | Feuille de match | Feuille de match           | Feuille de match |
| ---------------- | --------------------------------------------------------------------- | ---------------- | -------------------------- | ---------------- |
|                  | Perreault (Martin, Robert) — 19 min 5 s - Luce (Ramsay) — 74 min 27 s | 1-0 1-1 2-1      | - Berenson — 29 min 10 s - |                  |
| Desjardins       | Gardiens                                                              | Staniowski       |                            |                  |
|                  |                                                                       |                  |                            |                  |
| 34               | Tirs                                                                  | 22               |                            |                  |

#### Islanders de New York contre Vancouver
| 6 avril | Islanders de New York | 5-3 (2-2, 3-0, 0-1) | Canucks de Vancouver | Nassau Veterans Memorial Coliseum 14 865 spectateurs |

| Feuille de match | Feuille de match | Feuille de match                | Feuille de match | Feuille de match |
| ---------------- | --- | ------------------------------- | --- | ---------------- |
|                  | - Hart (D. Potvin, Trottier) — 6 min 1 s - Harris — 8 min 28 s (SN) Henning (Westfall, Marshall) — 20 min 10 s (IN) MacMillan (Drouin, Parisé) — 25 min 36 s Nystrom (Howatt, D. Potvin) — 28 min 20 s - | 0-1 1-1 1-2 2-2 3-2 4-2 5-2 5-3 | Ververgaert (Kearns, Blight) — 2 min 58 s (SN) - Gould (Oddleifson) — 8 min 18 s (IN) - Dailey (Oddleifson) — 44 min 27 s (SN) |                  |
| Resch            | Gardiens | Ridley                          | |                  |
|                  | |                                 | |                  |
| 30               | Tirs | 32                              | |                  |

| 8 avril | Canucks de Vancouver | 1-3 (0-1, 1-0, 0-2) | Islanders de New York | Pacific Coliseum 15 612 spectateurs |

| Feuille de match | Feuille de match                        | Feuille de match | Feuille de match | Feuille de match |
| ---------------- | --------------------------------------- | ---------------- | --- | ---------------- |
|                  | - Oddleifson (Dailey) — 27 min 49 s - - | 0-1 1-1 1-2 1-3  | Parisé (MacMillan, D. Potvin) — 3 min 13 s - Howatt (Nystrom, Marshall) — 51 min 39 s Gillies (Trottier, Harris) — 52 min 11 s |                  |
| Ridley           | Gardiens                                | Resch            | |                  |
|                  |                                         |                  | |                  |
| 30               | Tirs                                    | 34               | |                  |

#### Toronto contre Pittsburgh
| 6 avril | Maple Leafs de Toronto | 4-1 (1-0, 2-0, 1-1) | Penguins de Pittsburgh | Maple Leaf Gardens 16 485 spectateurs |

| Feuille de match | Feuille de match | Feuille de match    | Feuille de match                               | Feuille de match |
| ---------------- | --- | ------------------- | ---------------------------------------------- | ---------------- |
|                  | McKenny (Alexander, Ferguson) — 13 min 1 s (SN) McDonald (Sittler) — 24 min 44 s Sittler (Weir, Salming) — 31 min - Ferguson (Weir, Neely) — 55 min 2 s | 1-0 2-0 3-0 3-1 4-1 | - Gilbertson (Wilkins, Schock) — 44 min 17 s - |                  |
| Thomas           | Gardiens | Plasse              |                                                |                  |
|                  | |                     |                                                |                  |
| 36               | Tirs | 36                  |                                                |                  |

| 8 avril | Penguins de Pittsburgh | 2-0 (0-0, 1-0, 1-0) | Maple Leafs de Toronto | Civic Arena 13 626 spectateurs |

| Feuille de match | Feuille de match                                                                           | Feuille de match | Feuille de match | Feuille de match |
| ---------------- | ------------------------------------------------------------------------------------------ | ---------------- | ---------------- | ---------------- |
|                  | MacDonald (Larouche) — 32 min 25 s (SN) Hadfield (Gilbertson, Van Impe) — 59 min 21 s (CV) | 1-0 2-0          | - -              |                  |
| Plasse           | Gardiens                                                                                   | Thomas           |                  |                  |
|                  |                                                                                            |                  |                  |                  |
| 49               | Tirs                                                                                       | 21               |                  |                  |

| 9 avril | Maple Leafs de Toronto | 4-0 (1-0, 2-0, 1-0) | Penguins de Pittsburgh | Maple Leaf Gardens 16 485 spectateurs |

| Feuille de match | Feuille de match | Feuille de match | Feuille de match | Feuille de match |
| ---------------- | --- | ---------------- | ---------------- | ---------------- |
|                  | McKenny (Turnbull, Boutette) — 17 min 1 s Boutette (Valiquette, Turnbull) — 22 min 3 s Salming (Sittler) — 29 min 14 s (SN) McDonald (Sittler, Thompson) — 42 min 13 s | 1-0 2-0 3-0 4-0  | - -              |                  |
| Thomas           | Gardiens | Plasse           |                  |                  |
|                  | |                  |                  |                  |
| 36               | Tirs | 26               |                  |                  |

#### Los Angeles contre Atlanta
| 6 avril | Kings de Los Angeles | 2-1 (1-0, 1-0, 0-1) | Flames d'Atlanta | The Forum |

| Feuille de match | Feuille de match                    | Feuille de match | Feuille de match         | Feuille de match |
| ---------------- | ----------------------------------- | ---------------- | ------------------------ | ---------------- |
|                  | Williams Nevin (Williams, Goring) - | 1-0 2-0 2-1      | - Gibbs (Clement, Quinn) |                  |
| Vachon           | Gardiens                            | Bouchard         |                          |                  |
|                  |                                     |                  |                          |                  |
| 26               | Tirs                                | 20               |                          |                  |

| 8 avril | Flames d'Atlanta | 0-1 (0-0, 0-0, 0-1) | Kings de Los Angeles | The Omni 10 450 spectateurs |

| Feuille de match | Feuille de match | Feuille de match | Feuille de match    | Feuille de match |
| ---------------- | ---------------- | ---------------- | ------------------- | ---------------- |
|                  | -                | 0-1              | Berry — 58 min 16 s |                  |
| Bouchard         | Gardiens         | Vachon           |                     |                  |
|                  |                  |                  |                     |                  |
| 27               | Tirs             | 25               |                     |                  |

### Quarts de finale

#### Montréal contre Chicago
| 11 avril | Canadiens de Montréal | 4-0 (2-0, 1-0, 1-0) | Black Hawks de Chicago | Forum de Montréal 16 111 spectateurs |

| Feuille de match | Feuille de match | Feuille de match | Feuille de match | Feuille de match |
| ---------------- | --- | ---------------- | ---------------- | ---------------- |
|                  | Robinson (Shutt, Mahovlich) — 4 min 22 s Mahovlich (Robinson, Lafleur) — 8 min 30 s Jarvis (Gainey) — 36 min 41 s Roberts — 52 min 50 s | 1-0 2-0 3-0 4-0  | - -              |                  |
| Dryden           | Gardiens | Esposito         |                  |                  |
|                  | |                  |                  |                  |
| 37               | Tirs | 22               |                  |                  |

| 13 avril | Canadiens de Montréal | 3-1 (0-1, 2-0, 1-0) | Black Hawks de Chicago | Forum de Montréal 16 169 spectateurs |

| Feuille de match | Feuille de match | Feuille de match | Feuille de match                            | Feuille de match |
| ---------------- | --- | ---------------- | ------------------------------------------- | ---------------- |
|                  | - Cournoyer (Lafleur, Shutt) — 34 min 51 s (SN) Lemaire (Lambert, Cournoyer) — 55 min 5 s (SN) Lafleur (Mahovlich) — 40 min 12 s | 0-1 1-1 2-1 3-1  | Rota (White, Redmond) — 3 min 55 s (SN) - - |                  |
| Dryden           | Gardiens | Esposito         |                                             |                  |
|                  | |                  |                                             |                  |
| 29               | Tirs | 22               |                                             |                  |

| 15 avril | Black Hawks de Chicago | 1-2 (0-0, 0-1, 1-1) | Canadiens de Montréal | Chicago Stadium 14 000 spectateurs |

| Feuille de match | Feuille de match                             | Feuille de match | Feuille de match                                                                        | Feuille de match |
| ---------------- | -------------------------------------------- | ---------------- | --------------------------------------------------------------------------------------- | ---------------- |
|                  | - Martin (Russell, Boldirev) — 57 min 49 s - | 0-1 1-1 1-2      | Lambert (Risebrough, Tremblay) — 25 min 21 s - Lafleur (Shutt, Mahovlich) — 59 min 47 s |                  |
| Esposito         | Gardiens                                     | Dryden           |                                                                                         |                  |
|                  |                                              |                  |                                                                                         |                  |
| 31               | Tirs                                         | 39               |                                                                                         |                  |

| 18 avril | Black Hawks de Chicago | 1-4 (1-1, 0-1, 0-2) | Canadiens de Montréal | Chicago Stadium 15 000 spectateurs |

| Feuille de match | Feuille de match                                | Feuille de match    | Feuille de match | Feuille de match |
| ---------------- | ----------------------------------------------- | ------------------- | --- | ---------------- |
|                  | Koroll (Tallon, Redmond) — 10 min 31 s (SN) - - | 1-0 1-1 1-2 1-3 1-4 | - Savard (Nyrop) — 19 min 5 s (IN) Mahovlich (Shutt, Lapointe) — 22 min 40 s (SN) Lafleur (Mahovlich) — 49 min 56 s Jarvis (Gainey, Roberts) — 54 min 52 s |                  |
| Esposito         | Gardiens                                        | Dryden              | |                  |
|                  |                                                 |                     | |                  |
| 35               | Tirs                                            | 26                  | |                  |

#### Buffalo contre Islanders de New York
| 11 avril | Sabres de Buffalo | 5-3 (2-0, 2-1, 1-2) | Islanders de New York | The Aud 16 433 spectateurs |

| Feuille de match | Feuille de match | Feuille de match                | Feuille de match | Feuille de match |
| ---------------- | --- | ------------------------------- | --- | ---------------- |
|                  | Robert (Perreault, Martin) — 5 min 37 s Perreault (Martin) — 15 min 30 s Luce — 20 min 19 s - Martin (Perreault, Lorentz) — 36 min 28 s (SN) - Robert (Korab, Schoenfeld) — 47 min 26 s - | 1-0 2-0 3-0 3-1 4-1 4-2 5-2 5-3 | - Harris — 32 min 43 s - Nystrom (D. Potvin, Howatt) — 46 min 19 s (SN) - Howatt (St. Laurent, Nystrom) — 56 min 37 s |                  |
| Desjardins       | Gardiens | Resch Smith                     | |                  |
|                  | |                                 | |                  |
| 26               | Tirs | 22                              | |                  |

| 13 avril | Sabres de Buffalo | 3-2 (pr) (1-0, 1-0, 0-1, 2-0) | Islanders de New York | The Aud 16 433 spectateurs |

| Feuille de match | Feuille de match                                                                                   | Feuille de match    | Feuille de match                                                                                    | Feuille de match |
| ---------------- | -------------------------------------------------------------------------------------------------- | ------------------- | --------------------------------------------------------------------------------------------------- | ---------------- |
|                  | Spencer (Gare, Fogolin) — 10 min 27 s Luce (Fogolin, Gare) — 22 min 5 s - Gare (Luce) — 74 min 4 s | 1-0 2-0 2-1 2-2 3-2 | - D. Potvin (J. Potvin, Trottier) — 53 min 7 s (SN) Parisé (D. Potvin, St. Laurent) — 58 min 55 s - |                  |
| Desjardins       | Gardiens                                                                                           | Smith               | |                  |
|                  | |                     | |                  |
| 43               | Tirs                                                                                               | 29                  | |                  |

| 15 avril | Islanders de New York | 5-3 (2-0, 1-2, 2-1) | Sabres de Buffalo | Nassau Veterans Memorial Coliseum 14 865 spectateurs |

| Feuille de match | Feuille de match | Feuille de match                | Feuille de match | Feuille de match |
| ---------------- | --- | ------------------------------- | --- | ---------------- |
|                  | Harris (Trottier, Gillies) — 3 min 23 s Drouin — 7 min 17 s - Parisé (Drouin, D. Potvin) — 32 min 39 s - MacMillan (Trottier, Howatt) — 51 min 4 s Harris (Gillies) — 51 min 39 s | 1-0 2-0 2-1 3-1 3-2 3-3 4-3 5-3 | - Perreault (Martin, Fogolin) — 31 min 34 s - Luce (Ramsay, Korab) — 39 min 55 s Martin (Robert, Perreault) — 48 min 50 s (SN) - - |                  |
| Smith            | Gardiens | Desjardins                      | |                  |
|                  | |                                 | |                  |
| 37               | Tirs | 28                              | |                  |

| 17 avril | Islanders de New York | 4-2 (1-1, 3-0, 0-1) | Sabres de Buffalo | Nassau Veterans Memorial Coliseum 14 865 spectateurs |

| Feuille de match | Feuille de match | Feuille de match        | Feuille de match                                                                   | Feuille de match |
| ---------------- | --- | ----------------------- | ---------------------------------------------------------------------------------- | ---------------- |
|                  | D. Potvin (Trottier, Gillies) — 2 min 8 s (SN) - Howatt (Hart, Nystrom) — 33 min D. Potvin (Westfall, Drouin) — 38 min 2 s Harris (Gillies, Lewis) — 38 min 44 s - | 1-0 1-1 2-1 3-1 4-1 4-2 | - Robert (Guevremont, Martin) — 5 min 25 s - Gare (Luce, Guevremont) — 52 min 31 s |                  |
| Smith            | Gardiens | Desjardins              |                                                                                    |                  |
|                  | |                         |                                                                                    |                  |
| 23               | Tirs | 29                      |                                                                                    |                  |

| 20 avril | Sabres de Buffalo | 3-4 (2-2, 0-0, 1-2) | Islanders de New York | The Aud 16 433 spectateurs |

| Feuille de match | Feuille de match                                                                                        | Feuille de match            | Feuille de match | Feuille de match |
| ---------------- | --- | --------------------------- | --- | ---------------- |
|                  | Martin (Perreault, Schoenfeld) — 5 min 37 s Gare (Luce, Korab) — 6 min 57 s - Lorentz — 50 min 16 s - - | 1-0 2-0 2-1 2-2 3-2 3-3 3-4 | - St. Laurent (Howatt) — 7 min 40 s Parisé (Drouin, D. Potvin) — 14 min 10 s (SN) - D. Potvin (Parisé, Drouin) — 55 min 32 s Marshall (St. Laurent, Westfall) — 59 min 41 s |                  |
| Desjardins       | Gardiens                                                                                                | Smith                       | |                  |
|                  | |                             | |                  |
| 24               | Tirs | 30                          | |                  |

| 22 avril | Islanders de New York | 3-2 (1-0, 1-1, 1-1) | Sabres de Buffalo | Nassau Veterans Memorial Coliseum 14 865 spectateurs |

| Feuille de match | Feuille de match | Feuille de match    | Feuille de match                                                                | Feuille de match |
| ---------------- | --- | ------------------- | ------------------------------------------------------------------------------- | ---------------- |
|                  | Drouin (MacMillan, Parisé) — 7 min 45 s - Westfall (D. Potvin, Drouin) — 33 min 7 s (SN) - Gillies (Trottier, Harris) — 45 min 58 s | 1-0 1-1 2-1 2-2 3-2 | - Perreault (Martin, Guevremont) — 24 min 42 s - Korab (Richard) — 44 min 9 s - |                  |
| Smith            | Gardiens | Desjardins          |                                                                                 |                  |
|                  | |                     |                                                                                 |                  |
| 29               | Tirs | 17                  |                                                                                 |                  |

#### Philadelphie contre Toronto
| 12 avril | Flyers de Philadelphie | 4-1 (2-1, 1-0, 1-0) | Maple Leafs de Toronto | The Spectrum 17 077 spectateurs |

| Feuille de match | Feuille de match | Feuille de match    | Feuille de match                                       | Feuille de match |
| ---------------- | --- | ------------------- | ------------------------------------------------------ | ---------------- |
|                  | Leach (Barber, Bridgman) — 8 min 1 s - Orest Kindrachuk (Bladon, Leach) — 13 min 59 s (SN) Clarke (Barber, Leach) — 26 min 55 s Dornhoefer (Goodenough, Bridgman) — 51 min 31 s (SN) | 1-0 1-1 2-1 3-1 4-1 | - McDonald (Turnbull, Thompson) — 12 min 11 s (SN) - - |                  |
| Parent           | Gardiens | Thomas              |                                                        |                  |
|                  | |                     |                                                        |                  |
| 44               | Tirs | 24                  |                                                        |                  |

| 13 avril | Flyers de Philadelphie | 3-1 (1-0, 2-1, 0-0) | Maple Leafs de Toronto | The Spectrum 17 077 spectateurs |

| Feuille de match | Feuille de match | Feuille de match | Feuille de match                  | Feuille de match |
| ---------------- | --- | ---------------- | --------------------------------- | ---------------- |
|                  | Schultz (Clarke) — 15 min 54 s Lonsberry (Bridgman, Jim. Watson) — 24 min 24 s Saleski (Kindrachuk, Goodenough) — 25 min 34 s - | 1-0 2-0 3-0 3-1  | - Salming (McKenny) — 35 min 18 s |                  |
| Parent           | Gardiens | Thomas           |                                   |                  |
|                  | |                  |                                   |                  |
| 27               | Tirs | 32               |                                   |                  |

| 15 avril | Maple Leafs de Toronto | 5-4 (2-1, 3-2, 0-1) | Flyers de Philadelphie | Maple Leaf Gardens 16 845 spectateurs |

| Feuille de match | Feuille de match | Feuille de match                    | Feuille de match | Feuille de match |
| ---------------- | --- | ----------------------------------- | --- | ---------------- |
|                  | Garland (Seiling, McKenny) — 8 min 27 s (SN) - Alexander (Turnbull, McDonald) — 14 min (SN) Thompson (Sittler, McDonald) — 23 min 25 s (SN) Turnbull (McKenny, Ferguson) — 32 min 54 s (SN) - Weir (Valiquette, Boutette) — 37 min 14 s (SN) - | 1-0 1-1 2-1 3-1 4-1 4-2 4-3 5-3 5-4 | - Clarke (Leach, Goodenough) — 12 min (SN) - Dornhoefer (Saleski, Crisp) — 30 min 58 s Jim. Watson (McIlhargey, Clarke) — 31 min 11 s - Barber (Clarke) — 55 min 12 s |                  |
| Thomas           | Gardiens | Parent                              | |                  |
|                  | |                                     | |                  |
| 52               | Tirs | 28                                  | |                  |

| 17 avril | Maple Leafs de Toronto | 4-3 (1-1, 2-0, 1-2) | Flyers de Philadelphie | Maple Leaf Gardens 16 845 spectateurs |

| Feuille de match | Feuille de match | Feuille de match            | Feuille de match | Feuille de match |
| ---------------- | --- | --------------------------- | --- | ---------------- |
|                  | Thompson (Sittler, Salming) — 3 min 11 s (SN) - Salming (Sittler) — 36 min 12 s McDonald — 38 min 59 s (SN) - Ferguson (Garland) — 45 min 57 s - | 1-0 1-1 2-1 3-1 3-2 4-2 4-3 | - Bridgman (Lonsberry, Murray) — 12 min 26 s - Leach (Kelly) — 43 min 55 s - Bridgman (McIlhargey, Dornhoefer) — 48 min 30 s |                  |
| Thomas           | Gardiens | Parent                      | |                  |
|                  | |                             | |                  |
| 28               | Tirs | 28                          | |                  |

| 20 avril | Flyers de Philadelphie | 7-1 (1-0, 3-1, 3-0) | Maple Leafs de Toronto | The Spectrum 17 077 spectateurs |

| Feuille de match | Feuille de match | Feuille de match                         | Feuille de match                                 | Feuille de match |
| ---------------- | --- | ---------------------------------------- | ------------------------------------------------ | ---------------- |
|                  | Barber (Leach) — 3 min 55 s Saleski — 30 min 4 s (IN) - Dornhoefer (Goodenough, Lonsberry) — 31 min 24 s Saleski (Kelly) — 31 min 37 s Saleski (Kindrachuk) — 44 min 17 s Leach (Crisp, Jim. Watson) — 47 min 24 s Leach (Crisp, Goodenough) — 47 min 51 s | 1-0 2-0 2-1 3-1 4-1 5-1 6-1 7-1          | - Neely (Alexander, Weir) — 30 min 42 s (SN) - - |                  |
| Parent           | Gardiens | Thomas (47 min 24 s) McRae (12 min 36 s) |                                                  |                  |
|                  | |                                          |                                                  |                  |
| 38               | Tirs | 27                                       |                                                  |                  |

| 22 avril | Maple Leafs de Toronto | 8-5 (2-1, 3-2, 3-2) | Flyers de Philadelphie | Maple Leaf Gardens 16 485 spectateurs |

| Feuille de match | Feuille de match | Feuille de match                                    | Feuille de match | Feuille de match |
| ---------------- | --- | --------------------------------------------------- | --- | ---------------- |
|                  | - Sittler (Ferguson, Salming) — 10 min 42 s (SN) Thompson (Ferguson, Turnbull) — 18 min 21 s (IN) Sittler (Turnbull, Alexander) — 30 min 47 s (SN) Sittler (Glennie, Thompson) — 31 min 19 s - Sittler (Alexander, McDonald) — 39 min 21 s Sittler (Salming, Turnbull) — 42 min 6 s - Valiquette (Boutette, Turnbull) — 50 min 16 s - Alexander (Sittler, McDonald) — 55 min 31 s | 0-1 1-1 2-1 3-1 4-1 4-2 4-3 5-3 6-3 6-4 7-4 8-4 8-5 | Kindrachuk — 4 min 52 s - Bladon (Saleski, Lonsberry) — 36 min 54 s (SN) Leach (Kindrachuk) — 36 min 51 s - Barber (Goodenough) — 50 min 3 s (SN) - Goodenough (Jim. Watson) — 54 min 31 s - |                  |
| Thomas           | Gardiens | Parent                                              | |                  |
|                  | |                                                     | |                  |
| 39               | Tirs | 47                                                  | |                  |

| 25 avril | Flyers de Philadelphie | 7-3 (1-2, 5-0, 1-1) | Maple Leafs de Toronto | The Spectrum 17 077 spectateurs |

| Feuille de match | Feuille de match | Feuille de match                        | Feuille de match | Feuille de match |
| ---------------- | --- | --------------------------------------- | --- | ---------------- |
|                  | - Dupont — 10 min 5 s (SN) - Saleski (Kindrachuk) — 24 min 43 s Bridgman (Saleski, Schultz) — 25 min 48 s Bridgman (Bladon) — 26 min 4 s Lonsberry (Dornhoefer, Jim. Watson) — 27 min 59 s (SN) Leach (Barber, Clarke) — 39 min 7 s Barber (Leach, Goodenough) — 49 min 45 s (SN) - | 0-1 1-1 1-2 2-2 3-2 4-2 5-2 6-2 7-2 7-3 | Valiquette — 1 min 24 s - Neely (Garland, Turnbull) — 18 min 56 s (SN) - Turnbull (Boutette, Valiquette) — 58 min 24 s |                  |
| Parent           | Gardiens | Thomas                                  | |                  |
|                  | |                                         | |                  |
| 43               | Tirs | 24                                      | |                  |

#### Boston contre Los Angeles
| 11 avril | Bruins de Boston | 4-0 (2-0, 1-0, 1-0) | Kings de Los Angeles | Boston Garden 13 914 spectateurs |

| Feuille de match | Feuille de match | Feuille de match | Feuille de match | Feuille de match |
| ---------------- | --- | ---------------- | ---------------- | ---------------- |
|                  | Hodge (Sheppard, Schmautz) — 16 min 34 s (SN) Ratelle (Schmautz, Sheppard) — 16 min 57 s (SN) Forbes (Ratelle) — 20 min 52 s (IN) Ratelle (Edestrand, Hodge) — 46 min 15 s (SN) | 1-0 2-0 3-0 4-0  | - -              |                  |
| Gilbert          | Gardiens | Vachon           |                  |                  |
|                  | |                  |                  |                  |
| 23               | Tirs | 21               |                  |                  |

| 13 avril | Bruins de Boston | 2-3 (pr) (1-0, 1-1, 0-0, 1-1) | Kings de Los Angeles | Boston Garden 13 942 spectateurs |

| Feuille de match | Feuille de match                                                                     | Feuille de match    | Feuille de match | Feuille de match |
| ---------------- | ------------------------------------------------------------------------------------ | ------------------- | --- | ---------------- |
|                  | Ratelle (Johnny, Hodge) — 5 min 53 s - Bucyk (Hodge, Ratelle) — 34 min 31 s (SN) - - | 1-0 1-1 2-1 2-2 2-3 | - Dionne (Hutchison) — 23 min 8 s - Dionne (Murdoch, Murphy) — 46 min 53 s (SN) Goring (Murdoch) — 60 min 27 s (SN) |                  |
| Cheevers         | Gardiens                                                                             | Edwards             | |                  |
|                  |                                                                                      |                     | |                  |
| 30               | Tirs                                                                                 | 23                  | |                  |

| 15 avril | Kings de Los Angeles | 6-4 (2-2, 1-1, 3-1) | Bruins de Boston | The Forum 16 005 spectateurs |

| Feuille de match | Feuille de match | Feuille de match                        | Feuille de match | Feuille de match |
| ---------------- | --- | --------------------------------------- | --- | ---------------- |
|                  | - Murphy (Murdoch) — 9 min 23 s (SN) Dionne (Murphy, Corrigan) — 16 min 17 s Dionne (Goring, Corrigan) — 22 min 21 s (SN) - Dionne (Hutchison) — 42 min 51 s Kozak (Berry, Venasky) — 48 min 13 s Nevin (Williams) — 52 min 57 s - | 0-1 0-2 1-2 2-2 3-2 3-3 4-3 5-3 6-3 6-4 | Sheppard (Cashman, Smith) — 5 min 2 s Park — 7 min 37 s - Marcotte (Cashman, Savard) — 36 min 58 s (SN) - Smith — 55 min 33 s |                  |
|                  | |                                         | |                  |
|                  | |                                         | |                  |
| 34               | Tirs | 31                                      | |                  |

| 17 avril | Kings de Los Angeles | 0-3 (0-1, 0-1, 0-1) | Bruins de Boston | The Forum 16 005 spectateurs |

| Feuille de match | Feuille de match | Feuille de match | Feuille de match                                                                                       | Feuille de match |
| ---------------- | ---------------- | ---------------- | --- | ---------------- |
|                  | - -              | 0-1 0-2 0-3      | Sheppard (Bucyk, Park) — 17 min 28 s (SN) Ratelle (Schmautz) — 23 min 52 s Marcotte — 58 min 49 s (CV) |                  |
| Vachon           | Gardiens         | Cheevers         | |                  |
|                  |                  |                  | |                  |
| 27               | Tirs             | 28               | |                  |

| 20 avril | Bruins de Boston | 7-1 (1-1, 4-0, 2-0) | Kings de Los Angeles | Boston Garden 13 852 spectateurs |

| Feuille de match | Feuille de match | Feuille de match                | Feuille de match                               | Feuille de match |
| ---------------- | --- | ------------------------------- | ---------------------------------------------- | ---------------- |
|                  | - Marcotte (Schmautz, Zanussi) — 17 min 41 s Schmautz (Ratelle) — 20 min 55 s Hodge (Schmautz, Park) — 26 min 31 s (SN) Park (Savard, Marcotte) — 33 min 52 s (IN) Ratelle (Bucyk, Hodge) — 36 min 12 s (SN) Park (Bucyk, Ratelle) — 49 min 3 s (SN) O'Reilly (Park) — 50 min 46 s | 0-1 1-1 2-1 3-1 4-1 5-1 6-1 7-1 | Dionne (Murdoch, Goring) — 6 min 39 s (SN) - - |                  |
| Cheevers         | Gardiens | Edwards                         |                                                |                  |
|                  | |                                 |                                                |                  |
| 40               | Tirs | 20                              |                                                |                  |

| 22 avril | Kings de Los Angeles | 4-3 (pr) (0-0, 1-3, 3-1, 0-0) | Bruins de Boston | The Forum 16 005 spectateurs |

| Feuille de match | Feuille de match | Feuille de match            | Feuille de match | Feuille de match |
| ---------------- | --- | --------------------------- | --- | ---------------- |
|                  | Williams — 20 min 21 s - Corrigan (Dionne, Hutchison) — 50 min 50 s Corrigan (Murphy) — 57 min 48 s Goring (Nevin, Murdoch) — 78 min 28 s | 1-0 1-1 1-2 1-3 2-3 3-3 4-3 | - Schmautz (Sheppard, Cashman) — 21 min Edestrand (Park, Sheppard) — 36 min 14 s Sheppard (Schmautz, Cashman) — 39 min 45 s - - |                  |
| Vachon           | Gardiens | Cheevers                    | |                  |
|                  | |                             | |                  |
| 36               | Tirs | 27                          | |                  |

| 25 avril | Bruins de Boston | 3-0 (0-0, 2-0, 1-0) | Kings de Los Angeles | Boston Garden 14 567 spectateurs |

| Feuille de match | Feuille de match | Feuille de match | Feuille de match | Feuille de match |
| ---------------- | --- | ---------------- | ---------------- | ---------------- |
|                  | Ratelle (Hodge, Sheppard) — 29 min 42 s (SN) Hodge (Ratelle) — 32 min 21 s (SN) Ratelle (Edestrand, Park) — 46 min 16 s | 1-0 2-0 3-0      | - -              |                  |
| Gilbert          | Gardiens | Vachon           |                  |                  |
|                  | |                  |                  |                  |
| 38               | Tirs | 15               |                  |                  |

### Demi-finales

#### Montréal contre Islanders de New York
| 27 avril | Canadiens de Montréal | 3-2 (0-0, 1-1, 2-1) | Islanders de New York | Forum de Montréal 16 594 spectateurs |

| Feuille de match | Feuille de match                                                                                             | Feuille de match    | Feuille de match                                                                     | Feuille de match |
| ---------------- | --- | ------------------- | ------------------------------------------------------------------------------------ | ---------------- |
|                  | - Shutt (Savard) — 28 min 5 s - Robinson (Cournoyer, Jarvis) — 53 min 18 s Cournoyer (Lemaire) — 54 min 44 s | 0-1 1-1 1-2 2-2 3-2 | Westfall (D. Potvin) — 23 min 40 s - MacMillan (Drouin, D. Potvin) — 46 min 59 s - - |                  |
| Dryden           | Gardiens | Smith               |                                                                                      |                  |
|                  | |                     |                                                                                      |                  |
| 29               | Tirs | 17                  |                                                                                      |                  |

| 29 avril | Canadiens de Montréal | 4-3 (2-0, 1-1, 1-2) | Islanders de New York | Forum de Montréal 16 995 spectateurs |

| Feuille de match | Feuille de match | Feuille de match                        | Feuille de match | Feuille de match |
| ---------------- | --- | --------------------------------------- | --- | ---------------- |
|                  | Gainey (Savard) — 2 min 46 s Shutt — 4 min 6 s Lapointe (Savard) — 26 min 23 s (SN) - Savard (Cournoyer, Lemaire) — 42 min 42 s - - | 1-0 2-0 3-0 3-1 4-1 4-2 4-3             | - Drouin (Stewart, Nystrom) — 36 min 33 s (SN) - Stewart (Nystrom, D. Potvin) — 44 min 34 s (SN) Drouin (Hart, Parisé) — 48 min 14 s |                  |
| Dryden           | Gardiens | Smith (42 min 42 s) Resch (17 min 18 s) | |                  |
|                  | |                                         | |                  |
| 27               | Tirs | 41                                      | |                  |

| 1er mai | Islanders de New York | 2-3 (2-0, 0-0, 0-3) | Canadiens de Montréal | Nassau Veterans Memorial Coliseum 14 865 spectateurs |

| Feuille de match | Feuille de match                                                   | Feuille de match    | Feuille de match                                                                                        | Feuille de match |
| ---------------- | ------------------------------------------------------------------ | ------------------- | --- | ---------------- |
|                  | Howatt (D. Potvin) — 11 min 29 s Trottier (Hart) — 12 min 44 s - - | 1-0 2-0 2-1 2-2 2-3 | - Lapointe (Shutt) — 43 min 29 s Roberts — 51 min 50 s (IN) Lambert (Cournoyer, Robinson) — 56 min 12 s |                  |
| Resch            | Gardiens                                                           | Dryden              | |                  |
|                  |                                                                    |                     | |                  |
| 35               | Tirs                                                               | 33                  | |                  |

| 4 mai | Islanders de New York | 5-2 (2-0, 2-0, 1-2) | Canadiens de Montréal | Nassau Veterans Memorial Coliseum 14 866 spectateurs |

| Feuille de match | Feuille de match | Feuille de match            | Feuille de match                                                             | Feuille de match |
| ---------------- | --- | --------------------------- | ---------------------------------------------------------------------------- | ---------------- |
|                  | Drouin (D. Potvin) — 6 min 55 s D. Potvin (Drouin, Parisé) — 7 min 30 s Drouin (Nystrom, D. Potvin) — 25 min 53 s MacMillan (Howatt, St. Laurent) — 33 min 29 s - Henning — 59 min 14 s (SN + CV) | 1-0 2-0 3-0 4-0 4-1 4-2 5-2 | - Lafleur (Lemaire) — 57 min 21 s Lafleur (Savard, Lapointe) — 58 min 26 s - |                  |
| Resch            | Gardiens | Dryden                      |                                                                              |                  |
|                  | |                             |                                                                              |                  |
| 33               | Tirs | 38                          |                                                                              |                  |

| 6 mai | Canadiens de Montréal | 5-2 (0-0, 3-1, 2-1) | Islanders de New York | Forum de Montréal 16 794 spectateurs |

| Feuille de match | Feuille de match | Feuille de match            | Feuille de match                                                                          | Feuille de match |
| ---------------- | --- | --------------------------- | ----------------------------------------------------------------------------------------- | ---------------- |
|                  | Shutt (Lafleur, Lapointe) — 22 min 38 s Wilson (Lambert, Nyrop) — 30 min 29 s - Savard (Lambert, Cournoyer) — 39 min 1 s (SN) Mahovlich (Lafleur, Savard) — 54 min 47 s (SN) - Shutt (Savard) — 57 min 10 s | 1-0 2-0 2-1 3-1 4-1 4-2 5-2 | - Howatt (St. Laurent, Marshall) — 31 min 52 s - Nystrom (Drouin, Parisé) — 56 min 30 s - |                  |
| Dryden           | Gardiens | Resch                       |                                                                                           |                  |
|                  | |                             |                                                                                           |                  |
| 33               | Tirs | 23                          |                                                                                           |                  |

#### Philadelphie contre Boston
| 27 avril | Flyers de Philadelphie | 2-4 (1-1, 1-1, 0-2) | Bruins de Boston | The Spectrum 17 077 spectateurs |

| Feuille de match | Feuille de match                                                                                 | Feuille de match        | Feuille de match | Feuille de match |
| ---------------- | ------------------------------------------------------------------------------------------------ | ----------------------- | --- | ---------------- |
|                  | - Kindrachuk (Saleski, Watson) — 18 min 45 s - Leach (Barber, Goodenough) — 35 min 10 s (SN) - - | 0-1 1-1 1-2 2-2 2-3 2-4 | Doak (O'Reilly, Savard) — 7 min 45 s - Hodge (Park) — 32 min 9 s (SN) - Smith (Schmautz, Ratelle) — 44 min 29 s Sheppard (Cashman, Forbes) — 46 min 17 s |                  |
| Parent           | Gardiens                                                                                         | Gilbert                 | |                  |
|                  |                                                                                                  |                         | |                  |
| 27               | Tirs                                                                                             | 24                      | |                  |

| 29 avril | Flyers de Philadelphie | 2-1 (pr) (1-0, 0-0, 0-1, 1-0) | Bruins de Boston | The Spectrum 17 077 spectateurs |

| Feuille de match | Feuille de match                                                                  | Feuille de match | Feuille de match                                 | Feuille de match |
| ---------------- | --------------------------------------------------------------------------------- | ---------------- | ------------------------------------------------ | ---------------- |
|                  | Saleski (Kindrachuk) — 8 min 20 s - Leach (Joe Watson, Jim. Watson) — 73 min 38 s | 1-0 1-1 2-1      | - Bucyk (Schmautz, Ratelle) — 53 min 17 s (SN) - |                  |
| Stephenson       | Gardiens                                                                          | Cheevers         |                                                  |                  |
|                  |                                                                                   |                  |                                                  |                  |
| 38               | Tirs                                                                              | 33               |                                                  |                  |

| 2 mai | Bruins de Boston | 2-5 (1-1, 1-1, 0-3) | Flyers de Philadelphie | Boston Garden 15 003 spectateurs |

| Feuille de match | Feuille de match                                                                          | Feuille de match            | Feuille de match | Feuille de match |
| ---------------- | ----------------------------------------------------------------------------------------- | --------------------------- | --- | ---------------- |
|                  | - Ratelle (Bucyk, Park) — 11 min 9 s (SN) Cashman (Edestrand, Sheppard) — 33 min 56 s - - | 0-1 1-1 2-1 2-2 2-3 2-4 2-5 | Lonsberry (Goodenough, Bridgman) — 5 min 26 s - Barber (Jim. Watson, Clarke) — 39 min 11 s Bridgman (Goodenough) — 42 min 11 s Leach (Dupont, Clarke) — 47 min 2 s Bladon (Bridgman) — 54 min 30 s |                  |
| Gilbert          | Gardiens                                                                                  | Stephenson                  | |                  |
|                  |                                                                                           |                             | |                  |
| 28               | Tirs                                                                                      | 26                          | |                  |

| 4 mai | Bruins de Boston | 2-4 (2-1, 0-1, 0-2) | Flyers de Philadelphie | Boston Garden 15 003 spectateurs |

| Feuille de match | Feuille de match                                                       | Feuille de match        | Feuille de match | Feuille de match |
| ---------------- | ---------------------------------------------------------------------- | ----------------------- | --- | ---------------- |
|                  | O'Reilly (Marcotte, Savard) — 11 min 49 s - O'Reilly — 19 min 39 s - - | 1-0 1-1 2-1 2-2 2-3 2-4 | - Bridgman (Saleski) — 18 min 31 s - Leach (Clarke) — 20 min 23 s Kindrachuk (Schultz, Jim. Watson) — 42 min 59 s Joe Watson (Bridgman, Dornhoefer) — 57 min 59 s |                  |
| Cheevers         | Gardiens                                                               | Stephenson              | |                  |
|                  |                                                                        |                         | |                  |
| 29               | Tirs                                                                   | 25                      | |                  |

| 6 mai | Flyers de Philadelphie | 6-3 (1-0, 3-1, 2-2) | Bruins de Boston | The Spectrum 17 007 spectateurs |

| Feuille de match | Feuille de match | Feuille de match                    | Feuille de match | Feuille de match |
| ---------------- | --- | ----------------------------------- | --- | ---------------- |
|                  | Leach (Barber) — 5 min 45 s - Leach (Clarke, Barber) — 22 min 2 s Leach (Crisp, Kindrachuk) — 28 min 51 s Leach (Clarke) — 37 min 9 s - Leach (Clarke, Bladon) — 48 min 7 s Goodenough (Kindrachuk, Crisp) — 57 min 13 s - | 1-0 1-1 2-1 3-1 4-1 4-2 5-2 6-2 6-3 | - Sheppard (Smith, Bucyk) — 20 min 59 s - Marcotte (Hodge, Ratelle) — 46 min 9 s - Savard (Bucyk, Park) — 57 min 57 s |                  |
| Stephenson       | Gardiens | Gilbert                             | |                  |
|                  | |                                     | |                  |
| 21               | Tirs | 28                                  | |                  |

### Finale
| 9 mai | Canadiens de Montréal | 4-3 (0-2, 2-0, 2-1) | Flyers de Philadelphie | Forum de Montréal 17 582 spectateurs |

| Feuille de match | Feuille de match | Feuille de match            | Feuille de match | Feuille de match |
| ---------------- | --- | --------------------------- | --- | ---------------- |
|                  | Roberts (Gainey, Risebrough) — 24 min 4 s Robinson (Mahovlich, Lafleur) — 26 min 30 s Lemaire (Nyrop) — 50 min 2 s Lapointe (Shutt) — 58 min 38 s | 0-1 0-2 1-2 2-2 2-3 3-3 4-3 | Leach (Clarke, Mcilhargey) — 21 s Lonsberry (Bridgman, Bladon) — 13 min 22 s Goodenough (Dornhoefer) — 45 min 17 s (SN) |                  |
| Dryden           | Gardiens | Stephenson                  | |                  |
|                  | |                             | |                  |
| 36               | Tirs | 20                          | |                  |

| 11 mai | Canadiens de Montréal | 2-1 (0-0, 1-0, 1-1) | Flyers de Philadelphie | Forum de Montréal 17 687 spectateurs |

| Feuille de match | Feuille de match                                 | Feuille de match | Feuille de match               | Feuille de match |
| ---------------- | ------------------------------------------------ | ---------------- | ------------------------------ | ---------------- |
|                  | Lemaire — 35 min 19 s (IN) Lafleur — 42 min 41 s | 1-0 2-0 2-1      | Schultz (Bladon) — 57 min 35 s |                  |
| Dryden           | Gardiens                                         | Stephenson       |                                |                  |
|                  |                                                  |                  |                                |                  |
| 19               | Tirs                                             | 26               |                                |                  |

| 13 mai | Flyers de Philadelphie | 2-3 (2-1, 0-1, 0-1) | Canadiens de Montréal | Spectrum 17 077 spectateurs |

| Feuille de match | Feuille de match                                                 | Feuille de match    | Feuille de match                                                                                               | Feuille de match |
| ---------------- | ---------------------------------------------------------------- | ------------------- | --- | ---------------- |
|                  | Leach (Clarke, Goodenough) — 8 min 40 s (SN) Leach — 18 min 14 s | 0-1 1-1 2-1 2-2 2-3 | Shutt (Lafleur) — 3 min 17 s (SN) Shutt (Lafleur, Mahovlich) — 21 min 9 s (SN) Bouchard (Wilson) — 49 min 16 s |                  |
| Stephenson       | Gardiens                                                         | Dryden              | |                  |
|                  |                                                                  |                     | |                  |
| 22               | Tirs                                                             | 25                  | |                  |

| 16 mai | Flyers de Philadelphie | 3-5 (2-2, 1-1, 0-2) | Canadiens de Montréal | Spectrum 17 077 spectateurs |

| Feuille de match | Feuille de match                                                                                              | Feuille de match                | Feuille de match | Feuille de match |
| ---------------- | --- | ------------------------------- | --- | ---------------- |
|                  | Leach (Bridgman) — 41 s Barber (Bladon, Dupont) — 18 min 20 s (SN) Dupont (Barber, Clarke) — 33 min 59 s (SN) | 1-0 1-1 1-2 2-2 3-2 3-3 3-4 3-5 | Shutt (Cournoyer, Mahovlich) — 5 min 35 s (SN) Bouchard (Risebrough) — 11 min 48 s (SN) Cournoyer (Robinson, Lafleur) — 39 min 49 s (SN) Lafleur (Mahovlich, Shutt) — 54 min 18 s Mahovlich (Lafleur, Shutt) — 55 min 16 s |                  |
| Stephenson       | Gardiens | Dryden                          | |                  |
|                  | |                                 | |                  |
| 24               | Tirs | 30                              | |                  |